# Alta definició
L'alta definició (abreujada en les sigles HD, de l'anglès High Definition) és un sistema de vídeo amb una major resolució que la definició estàndard, arribant a resolucions de 1280 × 720 i 1920 × 1080 píxels.

## Història

Comparació de la resolució comuna de vídeo (SD) amb la d'alta definició (HD).

L'alta definició, coneguda en anglès com High Definition (HD), és un projecte que té més de 20 anys d'existència, el qual es va iniciar quan la tecnologia era encara analògica. Pretenia:
- Elevar el nombre de línies per quadre. De les 625 del sistema PAL, passava a 1250. El sistema americà NTSC, des de 525 a 1050.
- Relació d'aspecte, de 4:3 passava a 16:9, un format més allargat, semblant als formats panoràmics del cinema Cinemascope, Panavisión, etc.
- Elevar la freqüència de quadre, des de 25 imatges per segon a 50.
- També més qualitat d'àudio, comparable a l'obtinguda en la reproducció de CD.

Van arribar a sortir dos formats d'alta definició analògica: D2 Mac i HD Mac, però el greu problema que tenien aquests formats era que l'amplada de banda que necessitaven per emetre el senyal de televisió era molt més gran que la que permetien els canals de la televisió analògica convencional. A Europa es va intentar que fos compatible amb el PAL. Al Japó, en canvi, varen ignorar la compatibilitat i van intentar apropar el PAL i el NTSC. Al Japó es va desenvolupar més, però en els dos llocs va acabar sent un fracàs absolut.

Comparació dels diferents formats
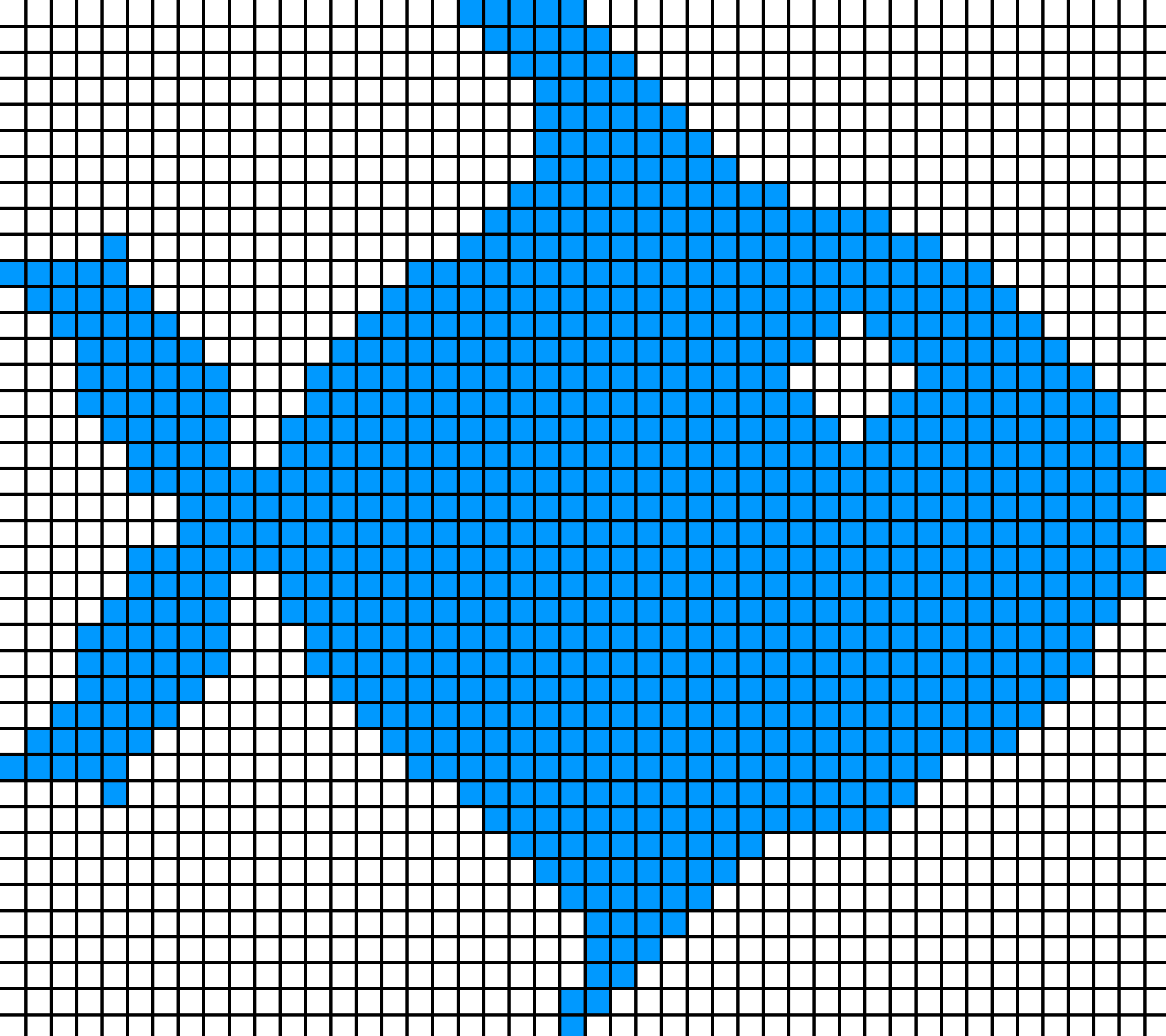
HDTV, quatre vegades la resolució estàndard.
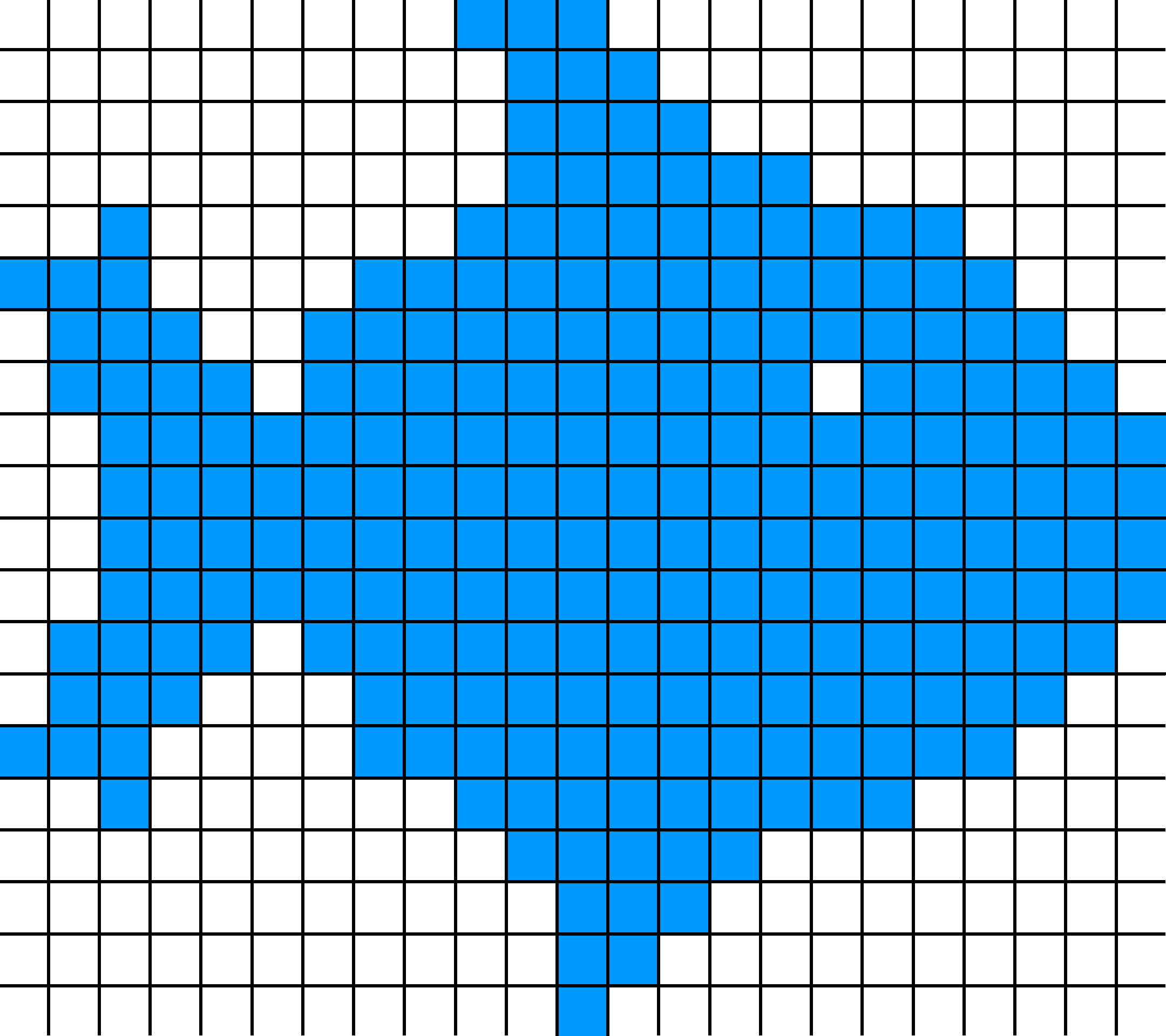
Resolució estàndard.

## Emissió digital en alta definició
La tecnologia digital revitalitza la vella aspiració de pujar la qualitat de l'estàndard. Permet, gràcies a la compressió, baixar l'amplada de banda necessari per a l'emissió. Avui en dia es fa sobretot per satèl·lit, però el cable i la televisió digital terrestre (TDT) són una opció assequible per al futur.
Als Estats Units centenars de cadenes ja emeten en alta definició, especialment esdeveniments esportius en Pay Per View (PPV).
A Europa, fa uns anys que va començar l'emissió d'Euro 1080, un nou canal de HD. És el primer que treballa amb 1.920 × 1.080 píxels, complint la normativa europea de compressió estàndard. Aquest s'emet pel satèl·lit europeu Astra i té un canal convencional i un altre d'esdeveniments per Pay Per View. Actualment, a Espanya s'emeten diversos canals de pagament que es poden veure a través de la plataforma de satèl·lit Digital+. També algunes televisions autonòmiques emeten o han emès en aquest format, com Aragón TV (Aragón Televisión 2HD), Canal 9 (Canal 9 HDTV) a la Comunitat Valenciana, Televisió de les Illes Balears (IB3 HD) o Televisió de Catalunya (TV3 HD). El 2009 van començar les emissions en proves en obert de TVE HD, que des de l'abril del 2010 es comencen a rebre en altres regions d'Espanya. Aquest canal ja havia tingut una curta marxa el 2008 quan va retransmetre a través de Digital+ els Jocs Olímpics de Pequín per la freqüència de Canal+ HD. Un cop acabats els Jocs es va abandonar la transmissió. A Astúries, la cadena autonòmica TPA (Televisió del Principat d'Astúries) va començar les seves emissions en proves en HD amb el partit del Real Oviedo contra el RCD Mallorca B. Per aconseguir l'amplada de banda necessari, van treure del mux els canals TPA2 i Localia. A Madrid, des de febrer de 2010 emet en proves Telemadrid HD.
A Mèxic, l'emissió digital de televisió d'alta definició començà als anys 90 amb Televisa, en col·laboració amb la companyia japonesa NHK. Des de 2005, tant Televisa com TV Azteca van obrir els seus canals de televisió oberta a canals HD. Actualment s'emeten canals gratuïts a les principals ciutats de Mèxic, i en televisió de pagament es poden sintonitzar diversos canals especialitzats.

## Cinema en alta definició
Els fabricants fan línies especials de càmeres, controladors de colorimetria i edicions per a substituir la pel·lícula. El HD, respecte al vell 35 mm, ofereix pressupostos més baixos, facilitat de manipulació en el muntatge, agilitat en el tractament i facilitat d'introducció de tècniques de síntesi.
George Lucas, James Cameron, Robert Rodríguez i Bryan Singer, per exemple, han utilitzat aquests sistemes de HD per aconseguir la màxima qualitat, de tal manera que el resultat final és gairebé idèntic en alguns casos.

## Distribució i exhibició
Un cop acabada la pel·lícula pot passar-se a un film per ser exhibida mitjançant els projectors tradicionals, que és el que es fa actualment. S'espera que quan l'exhibició es faci també a través de reproductors i projectors de format HD el transport de la pel·lícula es podrà fer directament emprant tecnologia via satèl·lit, pel que la pel·lícula podrà estrenar-se simultàniament a tot el món.

## Característiques tècniques
- Hi ha diverses resolucions, les més usades són: 1920 x 1080 i 1280 x 720 píxels.
- Té dualitat d'escombrats entre progressiu (p) i entrellaçat (i).
- La freqüència de repetició de quadre o frame per segon és variable per satisfer la necessitat dels diferents usuaris. Els seus valors poden ser: 24, 25, 30, 50 o 60.
- La seva relació d'aspecte és fixa 16:9.
- Com que és digital elimina defectes del PAL i el NTSC, com el moaré.
- Sol estar acompanyada de so envoltant 5.1 o superior.

## Normes pràctiques en HD

Comparativa de les resolucions de vídeo.

| Norma       | Fr/s. | escombrat | Look                | Usuari           |
| ----------- | ----- | --------- | ------------------- | ---------------- |
| 1920 x 1080 | 24    | (p)       | Cinema              | Cinema EUA       |
| 1920 x 1080 | 60    | (p)       | Cinema en televisió | Televisió EUA    |
| 1920 x 1080 | 30    | (p)       | Cinema en televisió | Televisió EUA    |
| 1920 x 1080 | 50    | (p)       | Cinema en televisió | Televisió Europa |
| 1920 x 1080 | 25    | (p)       | Cinema en televisió | Televisió Europa |
| 1920 x 1080 | 50    | (i)       | Televisió           | Televisió Europa |
| 1920 x 1080 | 60    | (i)       | Televisió           | Televisió EUA    |
| 1280 x 720  | 50    | (p)       | Televisió           | Televisió Europa |
| 1280 x 720  | 60    | (p)       | Televisió           | Televisió EUA    |

## Les marquesHD Readyi Full HD
Els senyals HD per a TV són:
- 720p - 1280x720 progressive scan (progressiva)
- 1080i - 1920×1080 interlaced
- 1080p - 1920×1080 progressive scan

I els tipus de televisions comercialitzades són:
- HD Ready - HDTV amb capacitat per a acceptar senyals HD (potser no suporta la màxima resolució 1920x1080)
- Full HD - HDTV amb capacitat per acceptar senyals HD i suporta la màxima resolució 1920x1080.
- 720p HDTV - altre nom per a la HD Ready.
- 1080p HDTV - altre nom per a la Full HD.

## Latelevisió d'alta definició, motor i arma competitiva
L'estratègia d'implantació de la Televisió Digital Terrestre (TDT), seguida dels radiodifusors nord-americans, es recolza majoritàriament en les emissions d'alta definició, el que la converteix en una arma estratègica per a l'era digital. Ajornen per al futur l'ocupació de les altres avantatges que ofereix la TDT. Un símptoma de l força competitiva de la televisió d'alta definició és que els operadors de satèl·lit i cable s'han llançat a l'oferta d'emissions i canals d'alta definició
Els gèneres dominants en l'oferta de televisió d'alta definició de satèl·lit i cable són la ficció i l'esport, encara que hi ha una considerable presència de la informació i fins i tot alguna incursió en els serveis avançats i de caràcter interactiu.
L'opció de prendre com a motor la televisió d'alta definició ha actuat com a element dinamitzador i ha promogut l'aposta per competir en aquest terreny. Això actua com un element unificador de fons que podrà afavorir la convergència final d'interessos entre operadors de televisió digital terrestre, cable i satèl·lit, tot i que deixa en segon pla l'aposta pels serveis innovadors de caràcter interactiu.

## Àudio d'alta definició
En els primers anys d'aquest segle XXI han aparegut dos formats d'àudio (no de so per a televisió i cinema, sinó només d'àudio) que han estat etiquetats com a formats d'alta definició. Són el DVD-Audio i el SACD.
El so en alta definició es caracteritza principalment per ser un estàndard de qualitat que pot arribar a admetre fins a 8 canals d'àudio, en el cas del DVD-Audio cadascun codificat amb 24 bits i una freqüència màxima de mostreig de 192 kHz, amb una resposta en freqüència de 96 kHz i una relació senyal a soroll de 144 dB màxims en tota la banda de freqüències. En el cas del SACD (Super Audio CD) s'usa una freqüència de mostreig de 2,8 MHz però un sol bit, donant lloc a una resposta en freqüència de 100 kHz, amb una relació senyal a soroll de 120 dB fins a 20 kHz. En ambdós sistemes l'amplada de banda de freqüències reproduïbles (si els altaveus ho permeten) supera àmpliament de resposta de l'oïda humà (des de 20 Hz aproximadament fins als 20 kHz).
Dos estàndards comercials d'àudio en HD són: DTS-HD Digital Theater System - High Definition (usat en cinemes i també en pel·lícules i videojocs en format DVD, HD DVD i Blu-Ray) i el TrueHD de Dolby Digital (competència directa del DTS-HD).

## Formats d'HD-Vídeo a nivell domèstic
Es lliurava una «batalla» de formats entre el HD DVD i el Blu-ray. El primer, recolzat per companyies com Toshiba i Microsoft, el segon, per altres companyies multinacionals entre les quals estan Sony i Philips. Així Microsoft venia de forma opcional reproductors HD DVD com accessori a la seva consola Xbox 360, mentre que Sony va incloure de sèrie un reproductor de Blu-Ray en el seu PlayStation 3.
El 7 de gener de 2008, la Warner Bros va anunciar que es decantava pel Blu-Ray i 7 dies després es va fer pública la notícia que la Universal no anava a renovar pel format HD DVD i anava a començar a treballar amb el format rival. Així mateix Microsoft, tradicional defensora del format HD DVD, va insinuar que el seu suport aniria al format guanyador de la contesa. En un breu termini de temps el format HD DVD rebre molts i durs cops, als que va intentar fer front amb una dràstica reducció de preu dels seus lectors, que es trobaven a preu assequible per al consumidor domèstic (100 €), davant dels 500 € que costaven els reproductors Blu-Ray. (Preus referencials al 30.01.2008.)
El 19 de febrer de 2008, després de la pèrdua del suport d'alguns dels principals estudis productors de material cinematogràfic, Toshiba va anunciar en roda de premsa que deixaria d'impulsar el format HD DVD, atorgant la victòria al Blu-Ray en l'anomenada Guerra de Formats. La raó principal al·legada per Toshiba seria «diversos canvis produïts en el mercat».
Les diferències entre ambdós formats i els DVD són:
|                                     | Blu-ray                                                | HD DVD                                        | HD-VMD                                           | DVD                                     |
| Capacitat                           | 23,3/25/27 GB (capa simple) 46,6/50/54 GB (capa doble) | 15 GB (capa simple) 30 GB (capa doble)        | 19 GB (quatre capes) 24 GB (cinc capes)          | 4,7 GB (capa simple) 8,5GB (capa doble) |
| Longitud d'ona del raig làser       | 405 nm                                                 | 405 nm                                        | 650 nm                                           | 650 nm                                  |
| Tasa de transferència de dades      | 36,0 / 54,0 Mbps                                       | 36,55 Mbps                                    | 40,0 Mbps (no indica si són dades o audio/vídeo) | 11,1 / 10,1 Mbps                        |
| Formats suportats                   | MPEG-2, MPEG-4 AVC, VC-1                               | MPEG-2, VC-1 (basat en WMV), H.264/MPEG-4 AVC | MPEG-1, MPEG-2, MPEG-4 AVC, VC-1                 | MPEG-1, MPEG-2                          |
| Resistència a ratlles i brutícia    | Sí                                                     | No                                            | No                                               | No                                      |
| Resolució màxima de vídeo suportada | 1080p                                                  | 1080p                                         | 1080p                                            | 480p/576p                               |

## Blu-ray
El Blu-ray té una capacitat de 25 GB (capa simple i a una cara), el que suposa al voltant de sis hores de vídeo i àudio en alta definició. També n'hi ha amb capacitat de 50 GB (doble capa, una cara) i TDK ja anuncia prototips de quatre capes i capacitat de fins a 100 GB.
Aquest format obté el seu nom del color blavós del làser que el llegeix (blue ray significa 'raig blau').
El desavantatge d'aquest format és que el seu preu és més elevat que el de HD DVD, sent així el cost poc major al doble del seu competidor.

## HD DVD
El HD DVD (High Density Digital Versatile Disc) té una capacitat d'emmagatzematge inferior que Blu-ray, que és d'uns 15 GB (capa simple, una cara) unes quatre hores de vídeo en alta definició. Toshiba va anunciar un HD DVD de 51 GB.
El gran avantatge d'aquest format era que és molt més barat de produir i vendre causa de la seva semblança amb el DVD convencional.
Al final, aquest format va ser abandonat en favor del Blu-ray.

## Ogg
Ogg és un format contenidor HD, desenvolupat per la Fundació Xiph.org i és el format natiu per als còdecs multimèdia que també desenvolupa Xiph.org. El format és lliure de patents i obert igual que tota la tecnologia de Xiph.org, dissenyat per donar un alt grau d'eficiència en "streaming" i la compressió d'arxius.